# ガイク・オセピャン
ガイク・アレクサンドロヴィチ・オセピャン（ロシア語: Гайк Александрович Осепян、1891年1月19日〈または6月19日〉 - 1937年9月10日）、民族名ハイク・アレクサンドリ・ホヴセピアン（アルメニア語: Հայկ Ալեքսանդրի Հովսեփյան）は、アルメニア人の革命家・軍人・政治家。ロシア語で名はアイク (Айк)、父称はアレクサノヴィチ (Алексанович)、姓はオフセピャン (Овсепян) とも。

## 生涯

### 青年期
1891年1月19日（または6月19日）、ロシア帝国カルス州バシュカドゥイクラル (tr) の農家（または司祭の家庭）に生まれたアルメニア人。1901年に父が神学を教えていた地元の教区学校を卒業し、モスクワのラザレフ東方言語学院に進んだ。ロシア第一革命の際は学友のアレクサンドル・ミャスニコフ、ヴァハン・テリアンとともにボリシェヴィキに接近し、1911年に言語学院を卒業。その後はモスクワ大学医学部に進み、1913年にはボリシェヴィキに入党。学生デモにも参加したが、1915年に4年で大学医学部を卒業した。第一次世界大戦勃発とともに軍に招集され、カフカース戦線の第2カルス要塞連隊で小軍医を務めた。1917年の二月革命勃発に伴いトラブゾン連隊委員会議長に選出され、またボリシェヴィキ・トラブゾン委メンバーともなった。同年秋には第1回党カフカース地方大会に出席し、武装蜂起による権力奪取方針を確認した。

### 革命期
十月革命後、トラブゾンのボリシェヴィキがソビエト権力を承認したことに伴い、オセピャンは同志たちとともに党中央委からアルメニア共産党の設立資金を受け取った。そして、オセピャンは翌1918年3月からアルメニア共産党中央委第一書記に就き、テリアン、ヴァルラーム・アヴァネソフとともに、東アルメニアと西アルメニアの統合に向けて活動した。しかし、1918年5月のグルジア民主共和国成立に伴い、チフリスで活動していたアルメニア共産党指導層の検挙を逃れて、オセピャンはウラジカフカス、次いでモスクワへ移った。
モスクワでは1921年までロシア社会主義連邦ソビエト共和国民族問題人民委員部アルメニア人部部長、同部書記、委員部出版部部長、そして保健人民委員部員 (ru) を務め、沿ヴォルガでの飢饉にも対処。『カルミル・ドロシャク』（hy, 1918年3月から1919年11月まで）・『コミュニスト』（1918年半ば）各紙の編集者も務めたが、1919年11月3日にはアルメニア第一共和国で秘密裏にロシア共産党アルメニア委が結成されたことを受け、自らアルメニア共産党第一書記を辞任。アルメニア共産党も解党した。その後アルメニア社会主義ソビエト共和国が成立してからは、再建されたアルメニア共産党のアレクサンドロポリ郡委責任書記を1921年春から翌1922年9月まで務めた。トルコ・アルメニア戦争で荒廃したアレクサンドロポリでオセピャンは党学校を開き、この時、学校校長にして党郡委女性部部長であったエリザヴェータ・ゲヴォルギャンと結婚した。

### 軍歴
オセピャンは同月27日から翌1923年1月までは赤軍カフカース赤旗軍 (ru) アルメニア狙撃師団政治部部長、同月から翌1924年（または1925年6月）までは師団軍事委員、1925年6月から1927年6月（または7月）まではカフカース赤旗軍政治管理部副部長を務めた。1924年にはイヴァン・バグラミャン、セルゲイ・カラペチャンとともにレニングラードの軍学校に送られ、ゲオルギー・ジューコフ、コンスタンチン・ロコソフスキー、アンドレイ・エリョーメンコとともに学んだ。
その後、オセピャンは全連邦共産党ザカフカース地方委の指令によって予備役に入り、1927年7月6日から翌1928年4月5日までアルメニア共産党中央委第一書記に就いた。その後軍務に復帰し、同年6月から翌1929年2月までは沿ヴォルガ軍管区政治管理部副部長、同月から8月までは赤軍第1政治管理部上級監査官、同月から1935年までは大政治管理部煽動・宣伝部および組織部部長、ソビエト連邦陸海軍人民委員部 (ru)・国防人民委員部党局責任書記を務めた。『コミュニストRKKA』誌編集者も務め、1935年9月には赤軍政治管理部副部長、11月20日には二等陸軍委員となった。

### 粛清
オセピャンは連邦党大会に第13回から第15回まで出席し、アルメニア共産党中央委局員およびザカフカース社会主義連邦ソビエト共和国中央執行委メンバーも務め、赤旗勲章も授与された（しかし、オセピャンは恥ずかしがって勲章を着用使用とせず、党幹部のエレーナ・スターソヴァに叱責されている）。また、ミハイル・トゥハチェフスキー、ヴァシーリー・ブリュヘル、ヤン・ガマルニク、カロ・アラビャンらを招いて茶を振る舞うこともあった。だが、ある時自宅での集まりでクリメント・ヴォロシーロフ、セミョーン・ブジョーンヌィーを無能と評したことを何者かに密告され、1937年5月30日に逮捕された。
オセピャンは7月21日にガマルニクの配下として軍事会議を除名され、9月10日に連邦最高裁軍事参議会によって反革命的テロ組織への参加を理由に死刑判決を下され、同日銃殺された。妻エリザヴェータも逮捕され、18年間を収容所で過ごした。息子ウラジーミルは出生証明書を偽造して15歳で従軍し、1943年にカフカースの戦いで戦死した。オセピャンは新ドン墓地に葬られていたが、1955年5月および1956年7月に（何らかの理由で2度）名誉回復がなされた。